# Luís Miguel Lopes Mendes
Luís Miguel Lopes Mendes (Lisboa, 9 de Abril de 1987), mais conhecido como Mano, é um futebolista português de origem cabo-verdiana que joga actualmente no Estoril Praia.